# Aloe seretii
Aloe seretii é uma espécie de liliopsida do gênero Aloe, pertencente à família Asphodelaceae.